# Rákóczifalva
Rákóczifalva város Jász-Nagykun-Szolnok vármegye Szolnoki járásában.

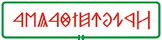
Rovásírásos helységnévtábla

## Fekvése
Rákóczifalva a Tisza bal partján Szolnoktól délre, a folyótól távolabb fekszik. Északon Szolnok, keleten Kengyel, délen Rákócziújfalu a szomszédja.

### Megközelítése
Közúton legegyszerűbben a Szolnokot Kunszentmártonnal összekötő 442-es főúton érhető el.

## Története
A tiszaroffi víztározó építését megelőző régészeti kutatások felderítették, hogy az áradásoktól védett tisza-parti területet az őskortól lakják. A legkorábbi előkerült település újkőkorszaki, a régészek a part menti dombokon cölöpszerkezetes épületekre, tárológödrökre, agyagnyerő gödrök maradványaira, háztartási edények töredékeire, csont- és kőeszközökre, valamint a szakrális élet emlékeire bukkantak.
A dombokat a korai és a középső kőrézkor idején is lakták, az akkori sírokból fazekak, tálak, bögrék kerültek elő.
A kora népvándorlás korában, a 4. és 5. században a vidéket szarmaták lakták, nagy falvakban, amelyek maradványait feltárták. A legtöbb szarmata sírt kirabolták, de így is előkerültek bronz karperecek, ékszerek, római pénzek és borostyán gyöngyökkel díszített ruhák maradványai. Feltártak egy legalább 20, földbe mélyített kemencéből álló hálózatot is, amelyek tagjait alagútrendszer kötötte össze.
A település közelében nagy avar temetőt tártak fel, ami az avar honfoglalástól, a 6. századtól a 8. század második feléig volt használatban. 2006-ban egy kis aranyfigura is előkerült  a  rákóczifalvi ásatásokon. Az aranyemberke lemezből készült, trébelt és granulált – azaz kis aranygolyócskákkal díszített – ötvöstárgy. Vele együtt néhány préselt, rovátkolt 7. századi bronzszíjvég, félgömb alakú lószerszámveretek, öntött bronzcsatok is előkerültek. A már korábban megindult feltárásokat a 2020-as években archeogenetikai kutatások követték, amelyek során a teljes temetőt alávetették ezeknek a vizsgálatoknak. Ezekből jelentős következtetéseket lehetett levonni az Avar Kaganátus társadalmi szerkezetére, házassági szokásaira, rokoni kapcsolataira. Ki lehetett mutatni egy népességváltást is a 7. század folyamán, ami ugyan helyi jelentőségű volt: az új népesség genetikai háttere ugyanaz a belső-ázsiai volt, volt a honfoglalóké, de új nagycsaládok letelepedését jelentette, míg a régebbiek, egyetlen egy kivételével, távoztak. Ez az átalakulás valószínűleg kapcsolódott az egész Avar Kaganátus akkori belső hatalmi átrendeződéséhez.
A kedvező természeti tényezők, a folyó közelsége közrejátszottak a település kialakulásában. A folyótól l–2 km-re magas part húzódik, ide települt a falu. E magas partnak főleg árvízvédelmi szempontból van jelentősége. Magas homokhát húzódik a község nyugati szélén. Homokjának nagy része beépült a falu házaiba. A dombon 1962. május 22. és június 30. között ásatásokat folytattak. Az előkerült formás, mintás cserépedények, bronz ékszerek, emberi csontok, furcsa alakú edények bizonyítják, hogy már az időszámításunk előtti időben is éltek itt emberek.
Az első telepesek a lakott területet körülvevő mocsárvilágban elsősorban halászattal foglalkozhattak. A település utolsó házai mellett folyt valamikor az élő Tisza. Ennek maradványa a Bivalytói-csatorna, amely nevét onnan kapta, hogy a vontatásra használt állatokat itt itatták, jelenleg csapadékvíz- és belvízelvezető csatornaként szolgál.
A római kor idején Szeged és még néhány település mellett Rákóczifalva is ismert, lakott település volt mint fontos átkelőhely a Tiszán. Itt vált el a mai Budapest felől jövő országút Debrecen és Békéscsaba felé.
Varsánypuszta nevével először 1075-ben találkozunk, a Szolnokot mezővárossá nyilvánító oklevélben, ahol mint Ferra Vascionorumot említik.
A mai Rákóczifalva és környéke területét 1411-ben Zsigmond magyar király elcserélte Brankovics György rác fejedelemmel, 1461-ben pedig Mátyás király Szilágyi Mihálynak adományozta. A török hódoltság kezdetén a környék egyik legnépesebb települése, lakossága a 15 éves háború alatt megritkult, s bár létezik a XVI. században is, elveszti korábbi jelentőségét. A település a török kor végén pusztult el. Thaly Kálmánnak a Rákóczi-kor történetírójának kutatásai szerint II. Rákóczi Ferenc 1704-ben Szegedről idetelepítette a lakosságot. Az 1704 és 1706 között épített kastély lett a központja az uradalomnak. A szabadságharc leverése után a kastély báró Malonyai, majd a kincstár tulajdona lett.
A telepítvény ekkor közigazgatásilag Szolnok város elöljáróságához tartozott.
1882-ben kötötték meg a telepesek az adásvételi szerződést. A nagygyűlésen úgy határoztak, hogy a község neve Rákóczifalva legyen. Így állítottak emléket a nagyfejedelemnek, kinek egykori birtokán kaptak új otthont. 1882 tavaszán a telepesek kérvénnyel fordultak a szolnoki elöljárósághoz, hogy a jegyzőt ruházzák fel egy községi alkalmazottat megillető jogokkal. Május közepén a szolnoki polgármester is javasolta, hogy önálló legyen a község, mert a közigazgatása szerfelett terhes. 1882. október elsején megválasztották a tanítókat Haim László és Pesti Lajos személyében. Megindult a tanítás a kastély két termében.
1883-ban báró Fehér Zsigmond FM államtitkár javaslatára a belügyminiszter 11719. számú rendeletében a községgé alakulást engedélyezte először Rákóczi-telep néven. A község neve Rákóczifalvában lett megállapítva. Ekkor a faluban 1133 lelket számláltak. Az első községi képviselőtestületet 1883. december 28-án választották meg. 1884. január 28-án lezajlott a községi jegyzőválasztás is.
1884–85-ben Európában kolerajárvány pusztított, amely Rákóczifalván is sok áldozatot szedett.
1886-ban megkapta a hetivásár tartásának jogát, amely szerdai napokon volt. 1886-ban alakult meg szintén az Egyetértés Olvasókör. A kör vagyona egy lakóház volt, amelyben könyvtárat rendeztek be és újságokat járattak.
1890-ben Felsővarsányt Rákóczifalvához csatolták. Ekkor a népszavazás adatai szerint 1917 fő lakott a faluban.
1892-ben határozta el a képviselőtestület, hogy a Rákóczi-kastélyt, amely községházául szolgált, lebontja, s anyagából a község központjában községházat és jegyzői lakást épít. E bontási anyagból készült az iskola is.
1893-ban felépült a katolikus templom, majd 1894-ben megalakult a katolikus olvasókör is, 150 taggal.
1900-ban indult meg a mozgalom Tiszavárkony és Rákóczifalva között a Tiszán egy közforgalmú komp létesítésére, amely hosszas vajúdás után, 1906-ban el is készült. Ebben az évben már 2959-en laktak a településen.
1900-ban Alsóvarsányt is Rákóczifalvához csatolták és dr. Gorove László hitelszövetkezetet alapított, amely kedvező hiteleket nyújtott a kevésbé tehetőseknek.
1901-ben visszakapta a község az eredetileg felvett nevét, a Rákóczifalvát. Ebben az évben alakult meg az iparosok olvasóköre is.
1902-ben a község vezetői elhatározták, hogy bekapcsolódnak a vármegye nagyszabású kőúthálózat építésébe és a községen átmenő út építéséhez évi 360 koronával járultak hozzá.
A 20. század első éveiben a gazdasági élet alakulása nem kedvezett a gazdálkodásnak, azonban az iskolaügy a lehetőségekhez képest fellendült.
A lakosság szorgalmára jellemző, hogy bármilyen elemi csapás érte a községet, mindig pontosan fizette az adóját.
A település fejlődését megzavarta az első világháború. A Horthy-rendszer konszolidációja után viszonylagos fellendülés következett be. A településen szaporodtak a cséplőgépek, s Rákóczifalva megkapta a szeszfőzés jogát.
1924-ben Horthy Miklós segélyalapot hozott létre, amelynek célja főleg a mezőgazdasági munkanélküli munkások munkaalkalomhoz juttatása és a munkára képtelenek anyagi megsegítése volt.
1926-ban Rákóczifalva bekapcsolódott a villanyvilágításba. Ennek érdekében 14 lámpát állítottak fel. Emellett artézi kutat fúrtak, utat építettek, s megszervezték Szolnokig az autóbuszforgalmat.
1927-ben megalakult a Tűzoltó-parancsnokság és 130 fő befogadóképességű mozgókép-színház épült.
1935-ben a községi könyvtárt a már lebontott Levente Otthonban helyezték el.
1944. augusztus 20-án nagy szövetséges légitámadás érte a falut. Sokan meghaltak és még többen megsebesültek.
Az 1945-ös földreform során Rákóczifalván 687 igénylőnek 4211 hold földet osztottak ki.
Az első termelőszövetkezet 1949. december 22-én alakult meg a községben.
1945-ben bővítették a távbeszélő központot, s villanyhálózatot is tovább bővítették. A község közvilágításának története 1948-tól kezdődik.
1951. január 12-én Rákóczifalvától elvált Újfalu, amely ettől kezdve Rákócziújfalu néven önálló település lett. A közvilágítási lámpák száma 1968-ban 138.
A községnek 1945 előttről csak egy fúrt kútjáról van információnk. Később további két kút fúrására került sor a település egyik alapítójának, Gorove-nak a birtokán. Az ivóvíz minőségét lényegesen javította a községháza előtt fúrt artézi kút.
1964-ben 5 m³-es hidrofort kapott a község. Hozzákezdtek a vízvezeték-hálózat kiépítéséhez. A művelődési otthont 1966-ban kibővítették. A községnek 1968-ban 25 000 m² parkja volt.
1968-ban új szárnnyal bővült a Rákóczi Általános Iskola. Az új egyemeletes iskola négy tanteremmel és két politechnikai teremmel rendelkezett.
A község lakosai 1986-ban méltó emléket állítva a fejedelemnek a községháza előtt ünnepélyes keretek között felavatták II. Rákóczi Ferenc mellszobrát, amelyet minden évben a község intézményei, civil szervezetei és gazdálkodó szervezetei megkoszorúznak.
2009. július 1-jén városi rangot kapott.

## Közélete

### Polgármesterei
- 1990–1994: Bodács István (független)[9]
- 1994–1998: Bodács István (független)[10]
- 1998–2002: Bodács István (független)[11]
- 2002–2006: Tóth Lajos (független)[12]
- 2006–2010: Tóth Lajos (független)[13]
- 2010–2014: Krizsán József (független)[14]
- 2014–2019: Kósa Lajos (Fidesz-KDNP)[15]
- 2019–2024: Dr. Túróczi Imre (független)[16]
- 2024– : Dr. Túróczi Imre (független)[1]

## Népesség
A település népességének változása:
| Lakosok száma | 5410 | 5364 | 5256 | 5361 | 5033 | 5014 | 5020 |
|               | 2013 | 2014 | 2017 | 2021 | 2022 | 2023 | 2024 |

2001-ben a település lakosságának 99%-a magyar, 1%-a egyéb (főleg cigány) nemzetiségűnek vallotta magát.
A 2011-es népszámlálás során a lakosok 87,3%-a magyarnak, 0,3% cigánynak, 0,3% németnek mondta magát (12,6% nem nyilatkozott; a kettős identitások miatt a végösszeg nagyobb lehet 100%-nál). A vallási megoszlás a következő volt: római katolikus 33%, református 5,2%, evangélikus 0,3%, felekezeten kívüli 32,4% (28,3% nem nyilatkozott).
2022-ben a lakosság 92,1%-a vallotta magát magyarnak, 0,4% németnek, 0,3% cigánynak, 0,2% románnak, 0,1% bolgárnak, 2,3% egyéb, nem hazai nemzetiségűnek (7,9% nem nyilatkozott; a kettős identitások miatt a végösszeg nagyobb lehet 100%-nál). Vallásuk szerint 22,3% volt római katolikus, 4,5% református, 0,3% görög katolikus, 0,3% evangélikus, 0,8% egyéb keresztény, 0,6% egyéb katolikus, 31% felekezeten kívüli (39,8% nem válaszolt).

## Látnivalók
- Tanösvény
- Macimúzeum
- Varsány Közösségi Ház (régen: Mozi)
- Faluház[20]
- 1956-os Emlékhely és Múzeum
- Régi Idők Háza, 2017-ben megnyílt tárgygyűjtemény[21]

## Nevezetességei
- Kuruc Hagyományőrző Egyesület
- Hagyományfesztivál
- Aratófalatok Ünnepe
- Kurucvilág Találkozó
- Népművészeti Filmszemle
- Országos Kuruc Toborzó
- Hagyományok Útja
- Restaurátorműhely
- Kés-, kardkészítő mester
- Csuhélyfonó
- Kisbíró
- Bélyeggyűjtemény
- Érmegyűjtemény
- Emlékezések könyve
- Festészet
- Kultúra lovagja
- Címerfaragó
- Kiemelkedő sporttevékenységek
- Természetgyógyász
- Madártenyésztés
- Szakácskönyvírás
- Kisállattenyésztés
- Médiaismeret és mozgóképkultúra-tanfolyam
- Rákóczi Hírmondó (közösségi rádió)

## Testvérváros
- Wierzchosławice, Lengyelország
- Murça, Portugália
- Szalacs, Partium
- Chervena Voda, Bulgária